# 禅真后史
《禅真后史》，明朝署名方汝浩的长篇小说，是《禅真逸史》的续书。

## 内容
全书承接《禅真逸史》而来，讲述唐朝贞观年间的宫廷政治、军事战争、社会生活动态。故事讲述玉帝排遣薛举下凡尘，俗名叫做瞿琰。经过仙道指点而能文能武，先后除妖降魔、锄奸除恶、整顿乾坤，后出任官职，不久后隐退，随僧人林澹然遁入禅门，成佛升天。

## 思想
全书仍旧继承了《禅真逸史》的思想，作者希望诞生一个理想化的人物来拯救社会，治理时政，实现清平太平的生活。

## 回目
全书一共六十回。

## 禁毁
同治七年（1868年），丁日昌下令严禁“淫词小说”，查禁小说戏曲书目122种，“淫词”唱片114种，续查“淫书”34种，分2批共计268种，《禅真后史》即为其中之一。